# سباستین رنو
سباستین رنو (انگلیسی: Sébastien Renot؛ زادهٔ ۱۱ نوامبر ۱۹۸۷) بازیکن فوتبال اهل فرانسه است.
از باشگاه‌هایی که در آن بازی کرده‌است می‌توان به باشگاه فوتبال ستاره سرخ اشاره کرد.